# Mysore (furstendöme)
Furstendömet Mysore var ett först hinduiskt och sedan islamiskt rike i södra Indien mellan 1399 och 1799. Det omfattade, när det hade sin största utsträckning (1784-1792), delar av de nuvarande delstaterna Kerala, Karnataka, Andhra Pradesh och Tamil Nadu. Efter Freden i Mysore med britterna 1799 blev furstendömet en hindustyrd vasallstat under Brittiska Ostindiska kompaniet.

## Geografi
Staten Mysore var belägen mellan Bombay och Madras, emellan 11° 40' och 15° nordlig bredd samt 74° 40' och 78° 30' östlig längd, med under brittisk tid en yta av 76 257 km². Området är ett överallt kuperat, flerstädes bergigt land. Djupa raviner finns i den vinkel, där Östra och Västra Ghats förenar sig och bildar Nilgiribergen. Ett intressant drag i landets utseende utgör den stora mängden isolerade granitklippor, som likt väldiga monoliter reser sig till 1 200-1 500 m ö.h.. Högsta topparna är Mulaingiri, 1 925 m, och Kudurimukha, 1 895 m. 
Landet delas av naturen i två väsentligen olika områden: Ett bergland, kallat Malnad, i väster och ett mera öppet land, kallat Maidan, som omfattar större delen av det som var Mysorestaten, där vida dalar och slätter är täckta av byar och folkrika städer. De största floderna är några tillflöden till Krishna i norr, Cauvery i söder och Penner och Palar i öster. Ingen är segelbar, men alla, i synnerhet Cauvery, är av stor vikt för bevattningen, konstgjorda vattencisterner samlar källornas och flodernas vatten till fältens bevattning. 
Klimatet är behagligt; medeltemperaturen i Bangalore är 23,4°-25,8°. På vintern faller mycket regn, mest i västra delen; genom den stora nederbörden i förening med bevattningssystemet lider landet mindre av torka än flertalet inre trakter i Indien; den stora hungersnöden 1876-1877 hemsökte dock Mysorestaten så hårt, att man beräknar, att 25% av befolkningen omkom.

## Kultur
Flertalets språk är kannada, dessutom telugu, urdu, tamil och marathi. Den stora befolkningsmajoriteten var hinduer, medan härskaren oftast var muslim.

## Samhälle
Under den brittiska tiden var inte staden Mysore huvudstad för sin stat, utan redan då var förvaltningens säte Bangalore, där fursten (maharajan) årligen bodde några månader. Hans egentliga residens var ändock staden Mysore (under Tippo Sahibs tid Seringapatam).

## Mysorestatens historia
Mysore ingick från 300-talet i olika riken. Området motsvarades av det äldre Dvarasamudra, som under Vishnuvardhana av Hoysaladynastin frigjordes från Chola omkring 1110.
Sedan Hoysaladynastin störtats genom den muslimska erövringen 1327, fortsatte området att regeras av olika dynastier till Haider Ali grundade Mysoreriket. Britterna satte, efter att 1799 ha besegrat dennes son Tippo Sahib, en ättling av det äldre hinduiska furstehuset som furste. Efter 1831 sköttes landets förvaltning direkt av brittiska ämbetsmän ända till 1881, då den förre härskarens son, som uppfostrats under ledning av brittiska officerare, övertog styrelsen.
Britterna behöll Bangalore som militärstation även efter nawabens återkomst; högste domaren var britt; fursten fick inte bygga befästningar eller återställa gamla, inte hålla mer än ett bestämt antal trupper, inte slå eget mynt samt endast med den brittiska regeringens samtycke ta européer i sin tjänst. Däremot fick britterna själva bygga järnvägar och anlägga militärstationer, var de ville. I rang i Brittiska Indien kom Mysore bland vasallstaterna i andra rummet (efter Hyderabad).

## Tidsaxel
- 1766 - Maharajan dör, Haider Ali blir furste
- 1782 - Haider Ali dör och efterträds av sonen Tippo Sahib
- 1784 - Freden i Mangalore, Mysore på höjden av sin makt
- 1792 - Freden i Seringapatnam, förluster till britterna
- 1799 - Freden i Mysore, Tippo Sahib stupad
- 1831 - Brittisk förvaltning
- 1881 - Återigen inhemsk förvaltning
- 1947-1950 - Indien självständigt, furstendömet styckas mellan delstater